# Костенко, Ян Владимирович
Ян Влади́мирович Косте́нко (укр. Ян Володимирович Костенко; род. 4 июля 2003, Полтава) — украинский футболист, полузащитник львовских «Карпат».

## Биография
Родился в Полтаве, воспитанник местного клуба «Ворскла», в которой занимался с 2011 года. Во время зимнего перерыва сезона 2019/20 переведён в юношескую команду полтавчан. Впервые в заявку на матч первой команды попал 16 июля 2020 года на поединок 31-го тура Премьер-лиги против «Мариуполя» (1:2), но просидел весь матч на скамейке запасных. За полтавскую команду дебютировал три дня спустя, 19 июля 2020 года в проигранном (0:3) выездном поединке 32-го тура Премьер-лиги против «Днепра-1». Ян вышел на поле на 88-й минуте, заменив Даниила Семилета. Сезон 2020/21 начал в юношеской и молодёжной команде «Ворсклы».
В 2021 году стал игроком второлиговой «Полтавы». Футболист стал официально игроком «горожан» 26 августа. А уже 28 августа в игре против «Энергии» из Новой Каховки дебютировал в составе «малиново-золотых». В первой же игре отличился результативной передачей.